# Войнежа
Войне́жа (болг. Войнежа) — село у Великотирновській області Болгарії. Входить до складу общини Велико-Тирново.

## Населення
За даними перепису населення 2011 року у селі проживали 40 осіб, з них 39 осіб (97,5%) — болгари.
Розподіл населення за віком у 2011 році:
Динаміка населення: